# The Focusing Blur
The Focusing Blur är det femte fullängdsalbumet av Vintersorg, inspelad på Seven Stars, Waves 2002-2003, Ballerina Audio AB 2003, samt TopRoom Studio 2003. Mixad på TopRoom Studio september 2003. Albumet utgavs februari 2004 av skivbolaget Napalm Records.

## Låtlista
1. "Prologue Dialogue-The Reason" – 2:14
2. "The Essence" – 5:54
3. "The Thesis's Seasons" – 4:47
4. "Matrix Odyssey" – 4:39
5. "Star Puzzled" – 5:48
6. "A Sphere in a Sphere? (To Infinity)" – 5:35
7. "A Microscopical Macrocosm" – 4:37
8. "Blindsight Complexity" – 4:52
9. "Dark Matter Mystery (Blackbody Spectrum)" – 5:03
10. "Curtains" – 4:45
11. "Artifacts of Chaos" – 2:37
12. "Epilogue Metalogue-Sharpen Your Mind Tools" – 2:59

Alla låtar skrivna av Mr. Vintersorg.

## Medverkande
Musiker (Vintersorg-medlemmar)
- Vintersorg (Andreas Hedlund) – sång, elgitarr, akustisk gitarr, basgitarr, keyboard, hammondorgel, trumprogrammering, programmering, editering.
- Mattias Marklund – rytmgitarr, sologitarr

Bidragande musiker
- Asgeir Mickelson – trummor
- Steve DiGiorgio – basgitarr
- Lazare (Lars Are Nedland) – berättare, hammondorgel ("Star Puzzled")

Produktion
- Vintersorg – producent, ljudtekniker, ljudmix
- Mattias Marklund – producent, ljudtekniker, ljudmix
- Børge Finstad – ljudtekniker
- Nils Johansson – ljudtekniker
- Andreas Enqvist – omslagskonst
- Nina Muhonen – foto